# Johann Friedrich Böttger

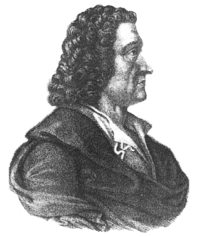
Johann Friedrich Böttger rond 1715

Johann Friedrich Böttger (Schleiz, 4 februari 1682 - Dresden, 13 maart 1719) was deskundig op het gebied van robijnglas en een van de uitvinders van het zogenaamde Meißener porselein. Böttger ontwikkelde een tamelijk geavanceerde, kleine oven voor het productieproces in Meißen. 

## Levensloop
Böttger kreeg zijn eerste opleiding van zijn stiefvader, een vestingbouwkundige in Maagdenburg. In 1696 kreeg hij een betrekking als apothekersassistent in Berlijn en maakte - volgens de legende - kennis met een Griekse monnik, die hem in de alchemie inwijdde. Liever dan pillen te draaien en tabak verkopen, begon Böttger te verkondigen goud te kunnen maken. Frederik I van Pruisen had Leibniz geraadpleegd en zette een premie op Böttgers gevangenneming, hopend dat deze veelbelovende jongeman de lege staatskas zou kunnen vullen. Omdat de experimenten van Böttger niet voor herhaling vatbaar waren, vluchtte hij naar Wittenberg en liet zich inschrijven als student aan de plaatselijke universiteit. 

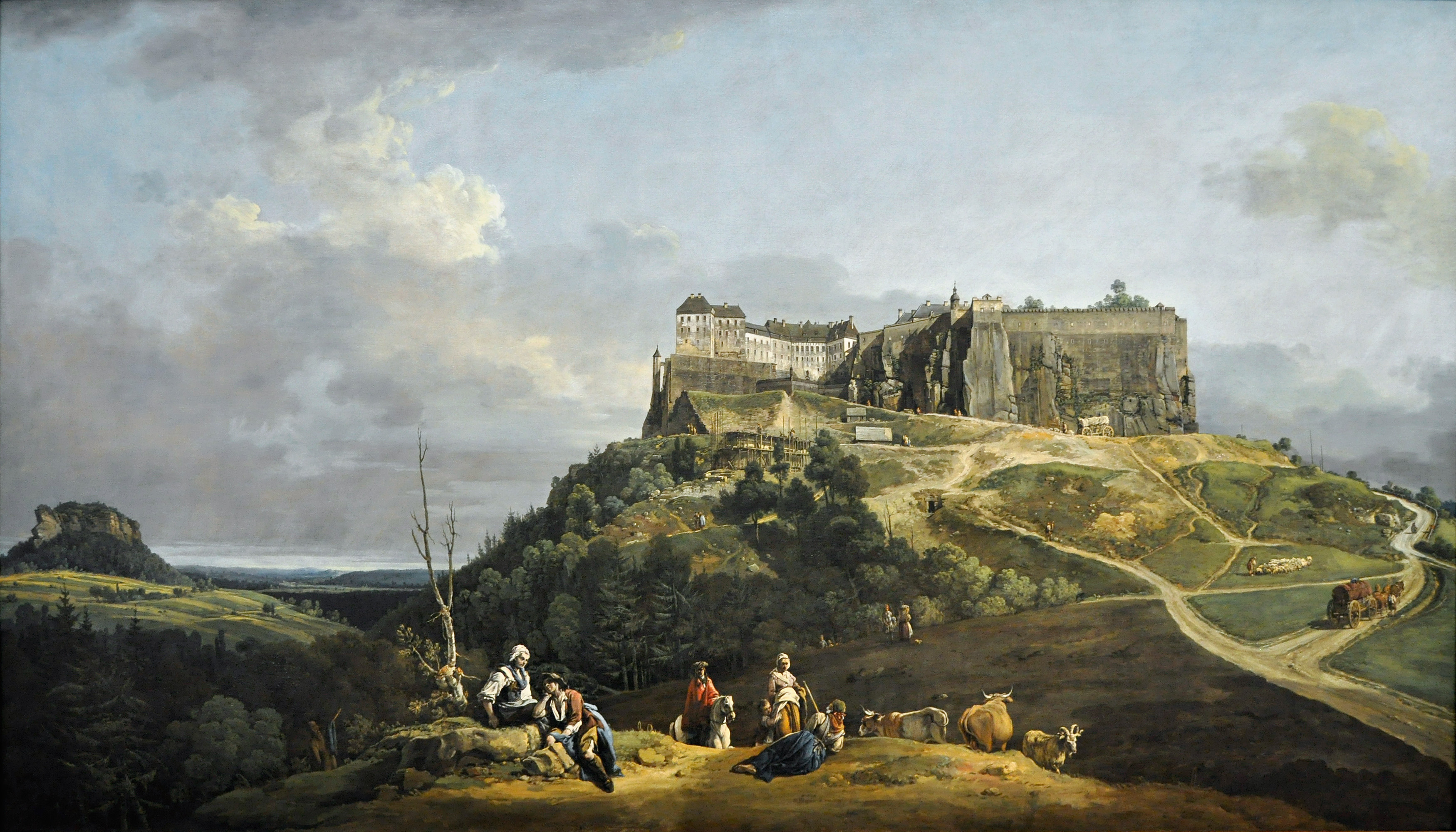
De vesting Königstein, geschilderd door Bernardo Bellotto in 1756-1758

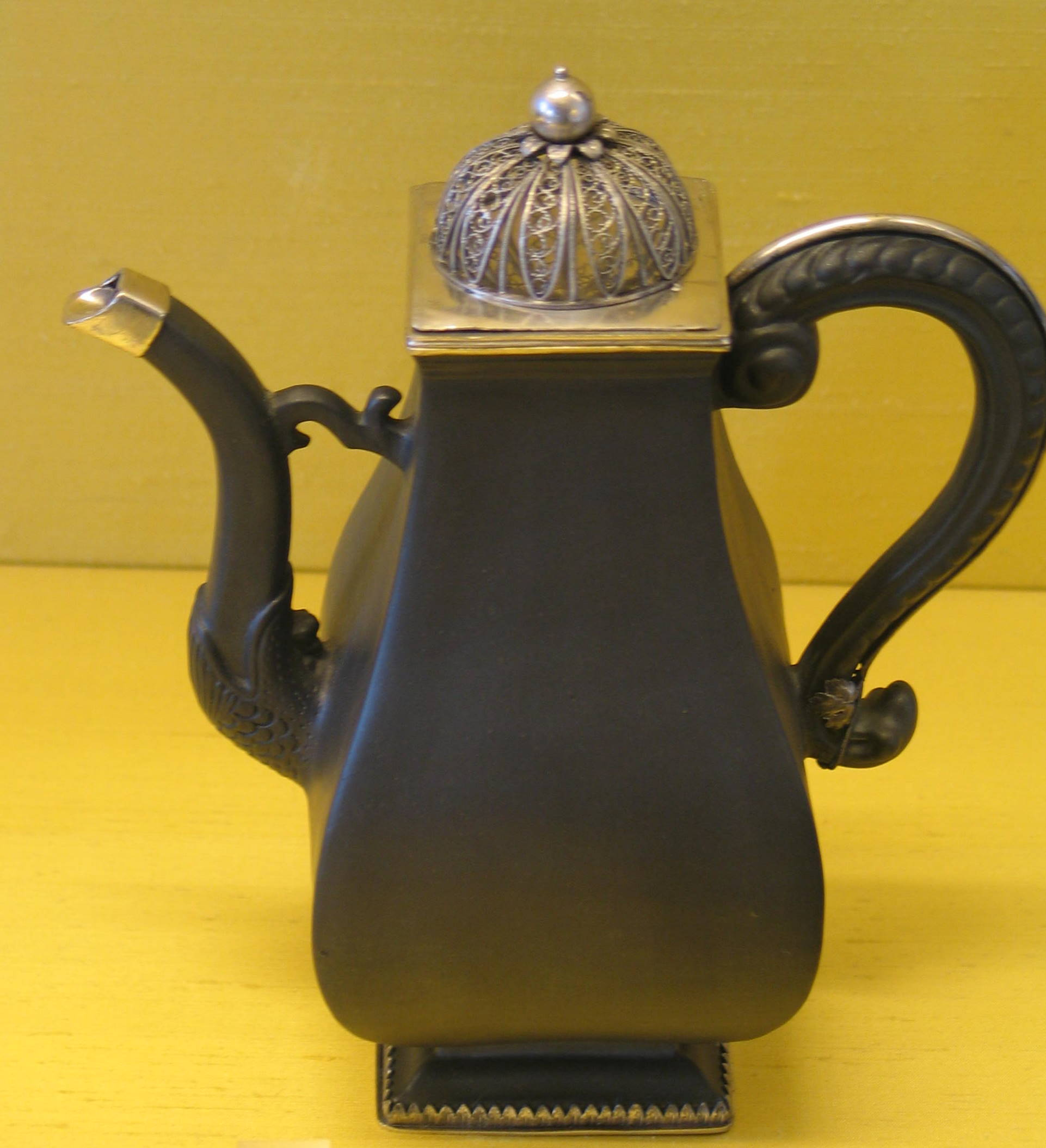
Koffiekan ontworpen door Böttger ca 1720

Ondertussen verzocht Böttger de keurvorst August de Sterke om bescherming en kreeg in het paleis een laboratorium om goud te maken. Böttger trachtte, toen zijn pogingen zonder gevolg bleven, naar Bohemen te vluchten, maar werd achternagezeten en opgesloten in de vesting Königstein. Afgesloten van ieder contact zette Böttger zich aan het samenstellen van een wijdlopig boek, vol onbegrepen mystiek, dat hij in de herfst van 1705 presenteerde. 
Op voorstel van de graaf Ehrenfried W. von Tschirnhaus, een wiskundige en geoloog die in Leiden had gestudeerd en zich bezighield met het opzetten van innovatieve industrie, werd besloten om van Böttgers kennis gebruik te maken. Böttger werd overgebracht naar Dresden toen de Zweden tijdens de Grote Noordse Oorlog Saksen binnenvielen. In een bastion aan Elbe, gelegen aan de Brühlsche Terrasse, werkte hij verder aan de ontwikkeling van Europees porselein. Von Tschirnhaus was een expert op het gebied van bakprocessen bij hoge temperaturen en als lid van de Academie van Wetenschappen in Parijs benoemd. Hij was in zijn studententijd diverse malen op bezoek geweest bij de pottenbakkers in Delft, maar ook in Saint-Cloud. Vanwege zijn onderzoek naar vergrootglazen en brandpunten kwam Böttger op het idee een oplossing te zoeken in het verhogen van temperaturen. Böttger bouwde een nieuwe oven en gebruikte de enorme brandglazen van Tschirnhaus. Hij experimenteerde met alle mogelijke kleisoorten uit de wijde omgeving. Het lukte de beide mannen eind 1707 de samenstelling van de grondstoffen (alabaster) te verbeteren en het zogenaamde rode of bruine Böttgersteinzeug aan August de Sterke te presenteren.

## Meißen
Böttger had het geluk dat in Colditz, niet ver van Meißen, kaolien voorkwam en presenteerde op 15 januari 1709 acht witte replica's van Chinese voorbeelden aan de koning. Dat had tot gevolg dat hij opnieuw streng werd bewaakt door negentig soldaten, twintig onderofficieren en een trommelaar. In 1710 werd hij benoemd als eerste directeur van de Koninklijke Meissener Porselein Manufactuur. Al in 1711 werd hij in de adelstand verheven. In Dresden en Meißen wemelde het ondertussen van de spionnen, die de samenstelling van de porseleinaarde en het glazuur wilden te weten komen. 

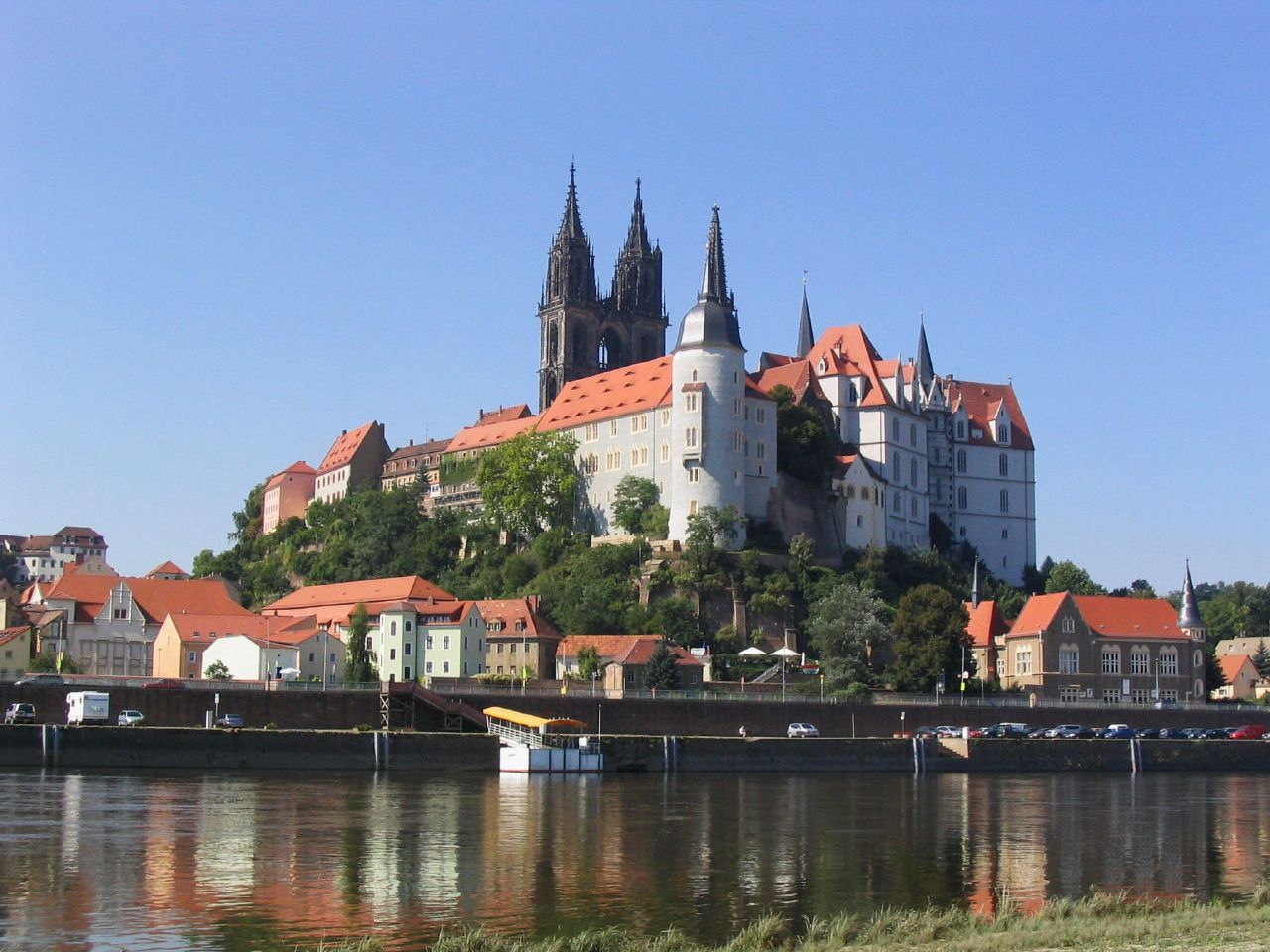
Albrechtsburg in Meißen

De productie van koffie-, thee- en chocoladekannen en kopjes vond plaats in de lege Albrechtsburg. In 1713 begon de fabriek met de verkoop op de Messe in Leipzig. Al in een vroeg stadium waren een aantal (Amsterdamse) kunstenaars aangetrokken - waaronder Gerrit van Malsem en zijn schoonvader - die ervaring hadden met het beschilderen van tegels. Andere schilders werkten vanuit huis.
Böttger was veel meer een uitvinder dan manager. Hij had te kampen met weglopend personeel, omdat het niet regelmatig werd uitbetaald; daarnaast met plagiaat, corruptie, diefstal, een falende boekhouding en een slechte gezondheid. Böttger werd opnieuw depressief en dronk buitengewoon veel. Hij werd vrijgelaten, maar mocht Saksen niet verlaten. 
De keurvorst August de Sterke was de grootste afnemer van het porselein, maar helaas een zeer slecht betaler. Rond 1717 kondigde Böttger aan dat het niet nodig was om het witte porselein te beschilderen. Het was hem niet gelukt een goede samenstelling van het onderglazuurblauw te vinden, dat tijdens het bakproces stand zou houden. Böttger experimenteerde vooral met reliëf en vormen. August de Sterke was vooral uit op kopieën van Chinese voorbeelden. 
Böttger stierf op nog betrekkelijk jonge leeftijd. Naast tbc en epilepsie zullen alle giftige dampen die hij vijfentwintig jaar lang had opgesnoven, daarmee te maken hebben gehad. Na de dood van Böttger bleek dat niemand wijs kon worden uit zijn aantekeningen.